# Szvinna
Szvinna (horvátul: Svilna) falu Horvátországban, Pozsega-Szlavónia megyében. Közigazgatásilag Pleterniceszentmiklóshoz tartozik.

## Fekvése
Pozsegától légvonalban 14, közúton 17 km-re délkeletre, községközpontjától 4 km-re keletre, a Pozsegai-medencében, Resnik és Buk között fekszik.

## Története
A település neve először 1313-ban a pozsegai káptalan egyik oklevelében nemesi névben bukkan fel „nobilis de Zuynna” alakban. A középkoriban kisnemesek kezén lévő kisebb uradalom és plébánia központja volt. Szent György plébániáját és plébániatemplomát 1334-ben, 1335-ben és 1464-ben is említik. 1469-ben az Orbovai rokonság birtokai között találjuk „Felsewzwynna” falut. Alsó -, vagy Nagyszvinna elkülönül Felső-, vagy Kisszvinnától, mely a mai Kalinići környékén feküdt.
A környező településekhez hasonlóan 1537 körül foglalta el a török, melynek uralma 150 évig tartott. 1545-ben már náhije székhelyeként szerepel a török defterben. A török uralom idején muzulmán hitre tért horvátok lakták. A török kiűzése során muzulmán lakosság Boszniába távozott. Helyükre 1697 körül Boszniából katolikus horvátok érkeztek. 1698-ban „Szvilno” néven 11 portával szerepel a török uralom alól felszabadított szlavóniai települések összeírásában. 1702-ben és 1758-ban 11 ház állt a településen.
Az első katonai felmérés térképén „Dorf Szvilnja” néven található. Lipszky János 1808-ban Budán kiadott repertóriumában „Szvilna (Dolnya és Gornya)” néven szerepel. Nagy Lajos 1829-ben kiadott művében „Szvilna (Dolna és Gorna)” néven összesen 24 házzal, 178 katolikus vallású lakossal találjuk. A 19. században a Monarchia más területeiről, főként Morvaországból cseh és német nyelvű lakosság telepedett ide.
A településnek 1857-ben 107, 1910-ben 189 lakosa volt. 1910-ben a népszámlálás adatai szerint lakosságának 56%-a horvát, 31%-a cseh, 13%-a német anyanyelvű volt. Pozsega vármegye Pozsegai járásának része volt. Az első világháború után 1918-ban az új szerb-horvát-szlovén állam, majd később (1929-ben) Jugoszlávia része lett. 1991-ben lakosságának 98%-a horvát nemzetiségű volt. A településnek 2011-ben 139 lakosa volt, akik főként a mezőgazdaságból éltek.

## Lakossága
| Lakosság változása | Lakosság változása | Lakosság változása | Lakosság változása | Lakosság változása | Lakosság változása | Lakosság változása | Lakosság változása | Lakosság változása | Lakosság változása | Lakosság változása | Lakosság változása | Lakosság változása | Lakosság változása | Lakosság változása | Lakosság változása |
| ------------------ | ------------------ | ------------------ | ------------------ | ------------------ | ------------------ | ------------------ | ------------------ | ------------------ | ------------------ | ------------------ | ------------------ | ------------------ | ------------------ | ------------------ | ------------------ |
| 1857               | 1869               | 1880               | 1890               | 1900               | 1910               | 1921               | 1931               | 1948               | 1953               | 1961               | 1971               | 1981               | 1991               | 2001               | 2011               |
| 107                | 130                | 118                | 146                | 182                | 189                | 182                | 176                | 202                | 215                | 212                | 220                | 217                | 181                | 177                | 139                |